# Ponte Maria Valéria

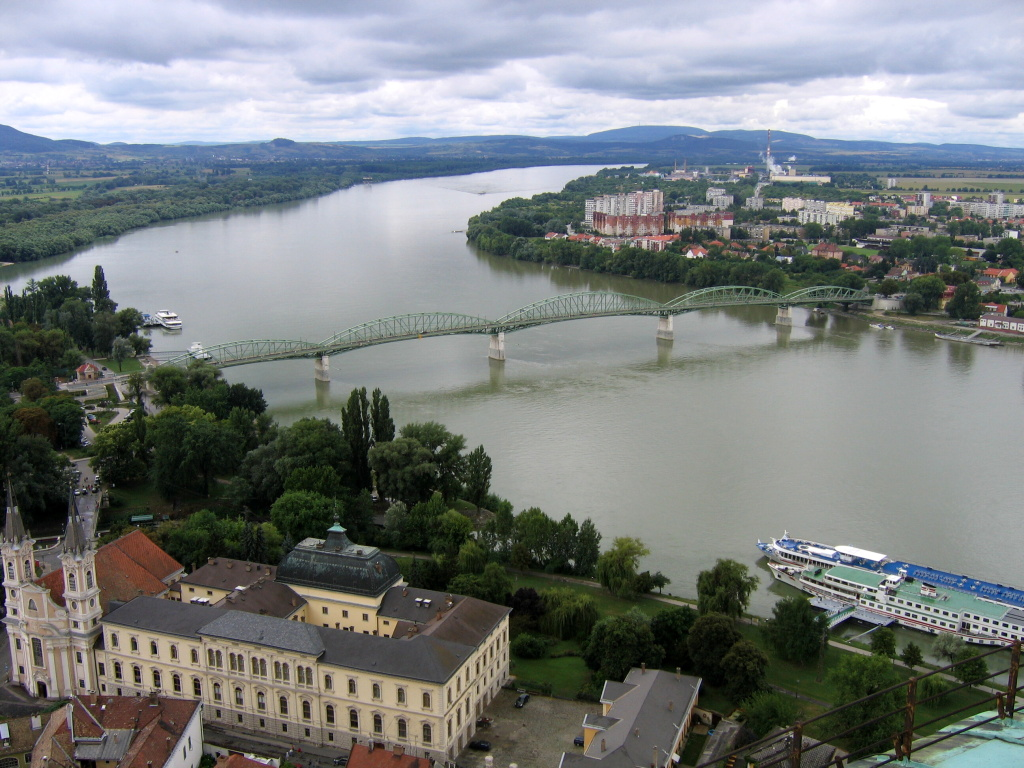
A ponte vista da Catedral de Esztergom.

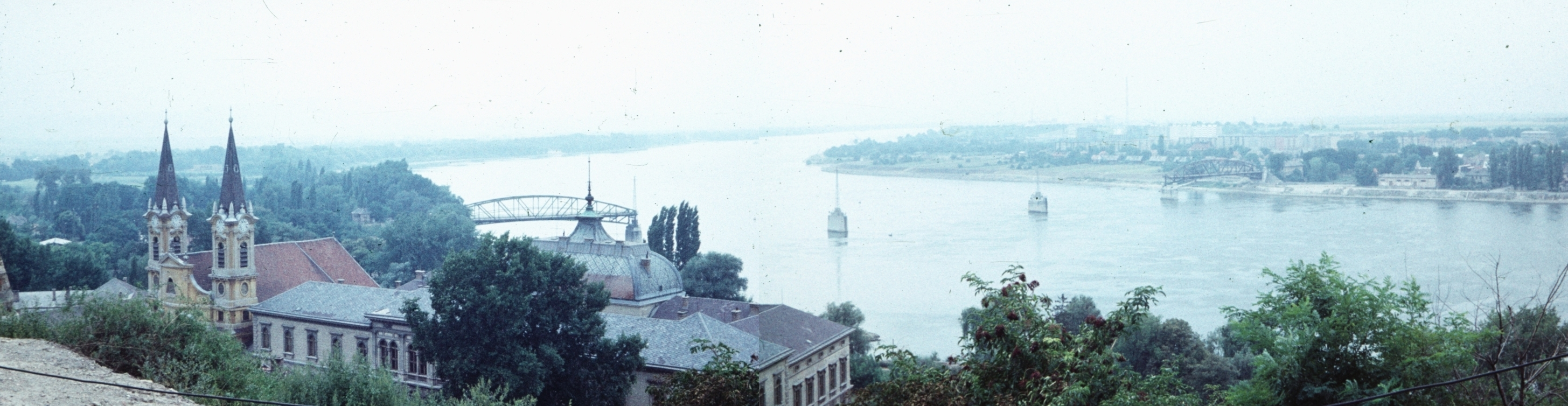
A ponte meio desfeita em 1969.

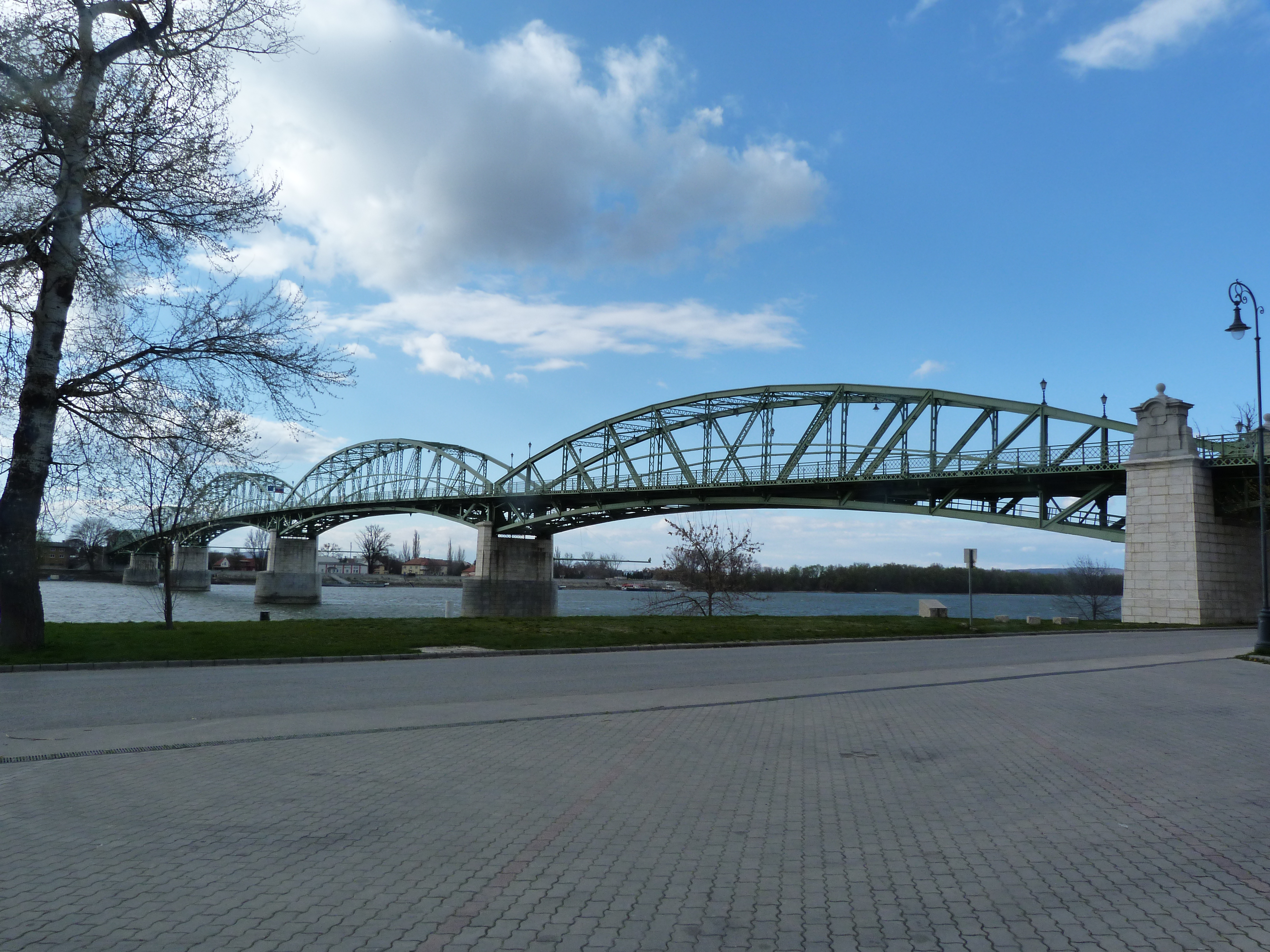
A ponte Maria Valéria

A ponte Maria Valéria (em húngaro:  Mária Valéria híd , em eslovaco:  Most Márie Valérie) é uma ponte metálica rodoviária e pedonal sobre o rio Danúbio, entre as localidades de Esztergom (Hungria) e Štúrovo (Eslováquia). O seu nome homenageia Maria Valéria da Áustria (1868-1924).
A ponte foi inaugurada em 1895, mas foi destruída em duas vezes, em 1919, sendo reconstruída em 1922-1926, e em 1944 foi dinamitada pelas tropas alemãs em retirada. Décadas de impasse entre os governos comunistas da Hungria e da Checoslováquia impediram a reconstrução da ponte. Finalmente, em 11 de outubro de 2011, foi reinaugurada após reconstrução com fundos da União Europeia. Tem 500 m de comprimento. Tanto a Eslováquia como a Hungria fazem parte do espaço Schengen e por isso não há controlos fronteiriços na ponte. 